# Se upp för dårarna
Se upp för dårarna är en svensk dramakomedifilm från 2007 i regi av Helena Bergström. I huvudrollerna ses Nina Zanjani, Rakel Wärmländer och Korhan Abay.
Filmens titel kommer från Korhan Abays rollfigur Sinan, som arbetar som tunneltågförare i Stockholm och som har en kraftig brytning och säger "Se upp för dårarna, dårarna stängs" när tunneltågets dörrar ska stängas.

## Handling
Yasmins pappa har tvingats lämna sitt hemland och försörjer sig på att köra tunneltåg trots att han är utbildad läkare (thoraxkirurg). Yasmin vill visa att hon kan bli något viktigt i samhället, till exempel justitieminister. Hon söker till Polishögskolan där hon träffar Elin och de båda blir vänner. Snart tar livet flera oväntade vändningar, som inte bara prövar Yasmins och Elins relation till varandra, utan också deras relationer med sina respektive familjer.

## Om filmen
Se upp för dårarna är Helena Bergströms regidebut. Filmen spelades in under maj och juni 2006 och hade premiär den 16 februari 2007. Filmen låg etta på den svenska biotoppen den 12 mars 2007.
Den gavs ut på DVD den 15 augusti 2008. Filmen visades på TV4 den 12 oktober 2008 och den 9 maj 2009.
Filmen bygger på Bergströms och Karabudas egna upplevelser i 20-årsåldern.

## Rollista
- Nina Zanjani – Yasmin
- Rakel Wärmländer – Elin
- Mattias Redbo – Henke Larsson
- Korhan Abay – Sinan, Yasmins far
- Zinat Pirzadeh – Ayse, Yasmins mor
- Stella Enciso – Dilek, Yasmins syster
- Dan Ekborg – Ulf Enecke, Elins far
- Birgitte Söndergaard – Ewa Enecke, Elins mor
- Erik Johansson – Axel Enecke, Elins bror
- Jörgen Bergström – polis
- Lars Bethke – Stefan Ljungsäter
- Rasim Öztekin – turkisk utrikesminister
- Jessica Forsberg – sjuksyster
- Dennis Önder – Ravi
- Lars Väringer – lärare på polisskolan
- Liv Mjönes – Sara
- David Weiss – Conny